# Замок Тоттори
Замок Тоттори (яп. 鳥取城) — бывший замок в японском городе Тоттори. В настоящее время большей частью разрушен, от замка сохранились лишь руины стен.
Замок Тоттори относился к типу горных замков ямасиро. Замок был основан в 1530-х или 1540-х годах. Самый известный эпизод из истории замка — его осада войсками Тоётоми Хидэёси в 1581 году. Осада продлилась двести дней. После осады замок был восстановлен, однако после реставрации Мэйдзи в 1868 году замок был заброшен и большей частью разрушился.
До наших дней от замка сохранились каменные стены и одни ворота. На территории замка разбит парк, в котором высажено много деревьев сакуры. Руины замка Тоттори — популярное место для ханами (любования сакурой).
Рядом с замком расположен Дзинпукаку — построенная в 1907 году в европейском стиле резиденция клана Икэда, который до этого владел замком Тоттори.

## Галерея

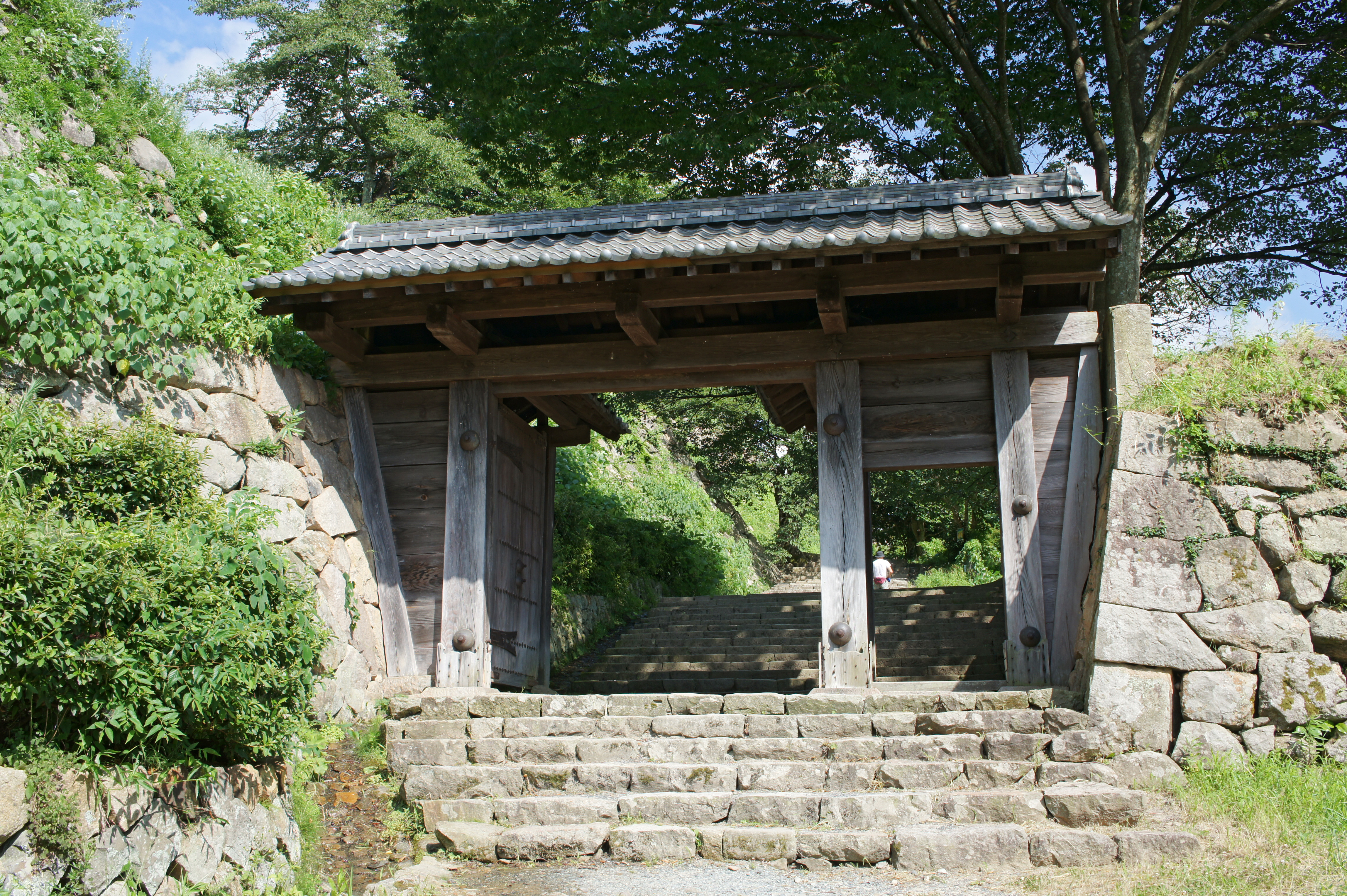
Ворота замка
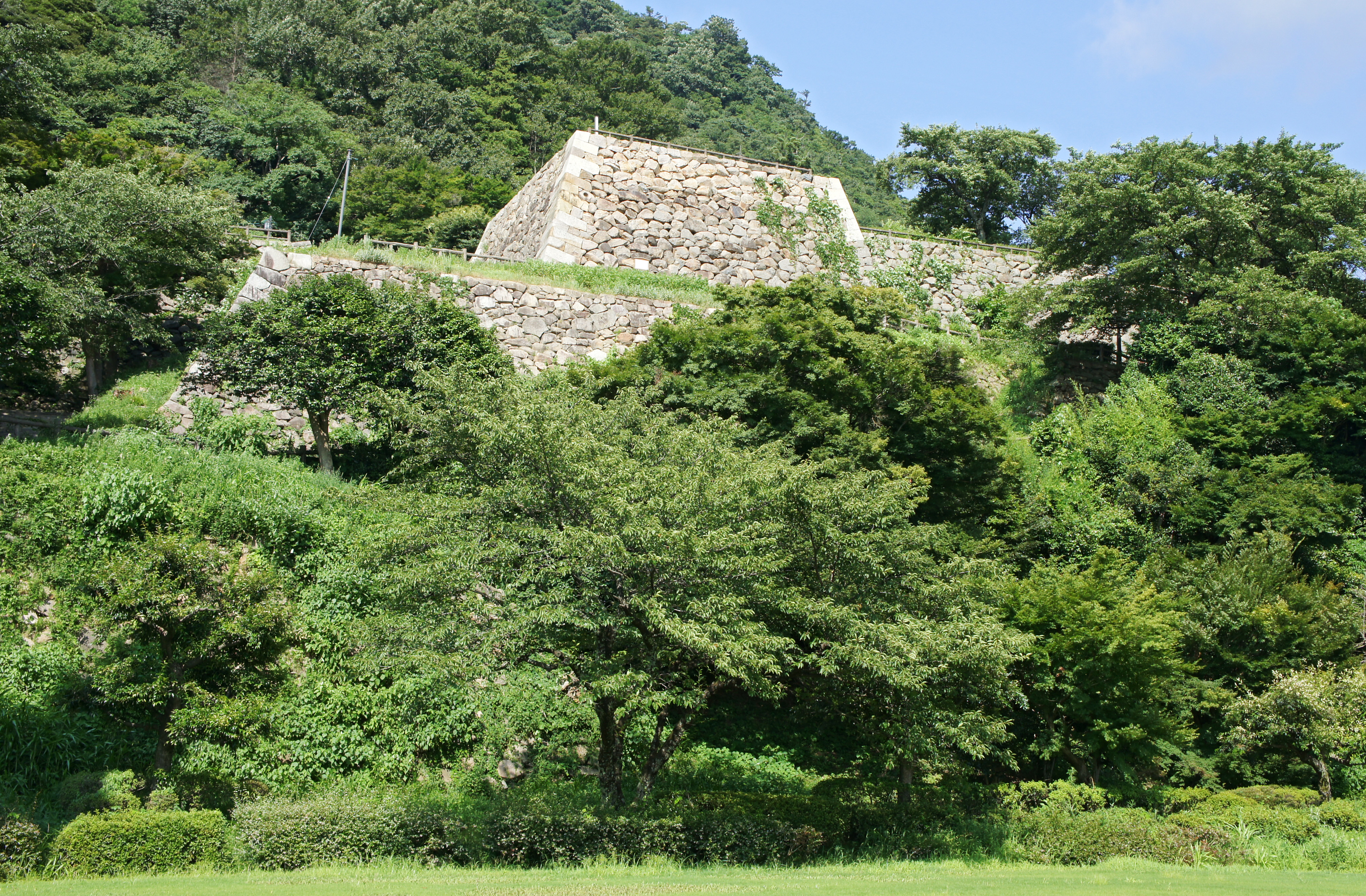
Руины замка
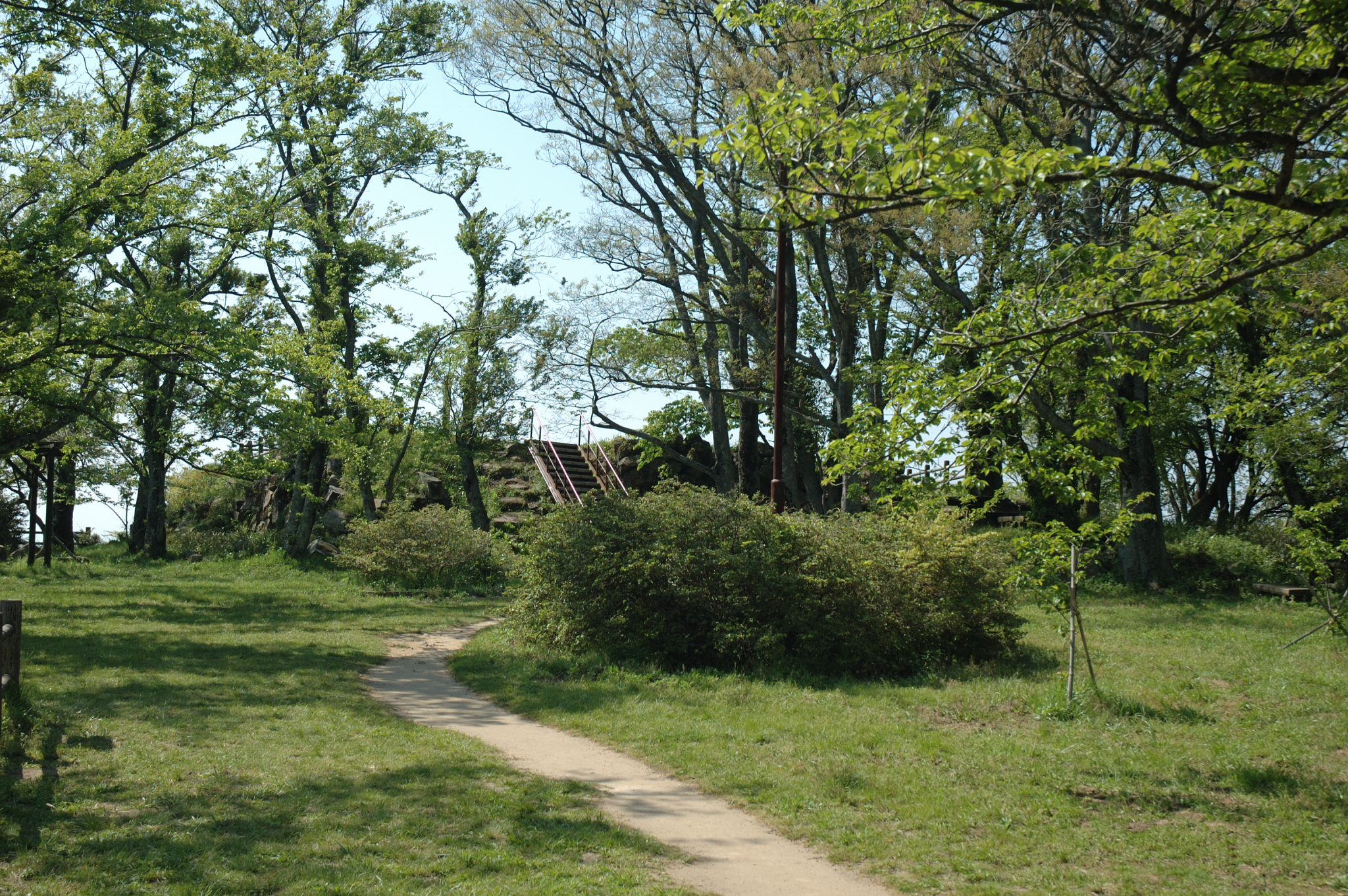
Место, где стояла главная башня (тэнсю, донжон) замка